# Dialeurodes cinnamomicola
Dialeurodes cinnamomicola là một loài côn trùng cánh nửa trong họ Aleyrodidae, phân họ Aleyrodinae.
Dialeurodes cinnamomicola được Takahashi miêu tả khoa học đầu tiên năm 1937.